# Neotypus taiwanus
Neotypus taiwanus är en stekelart som beskrevs av Tohru Uchida 1929. Neotypus taiwanus ingår i släktet Neotypus och familjen brokparasitsteklar. Inga underarter finns listade i Catalogue of Life.